# Modelo de Ward-Domar-Vanek
El modelo de Ward-Domar-Vanek (WDV) tuvo una gran influencia sobre la literatura teórica de la empresa autogestionada y tiene su base en los artículos de Ward (1958), Domar (1966) y Vanek (1970).
Un problema central en el estudio de las empresas autogestionadas es qué objetivos persiguen estas empresas. El modelo WDV asume que las empresas autogestionadas maximizan el ingreso por trabajador y las conclusiones que se derivan de la estática comparativa en el corto plazo respecto a las empresas capitalistas que maximizan beneficios arrojan predicciones pesimistas sobre el desempeño de las primeras.
El modelo ha recibido críticas en cuanto a su consistencia teórica y en cuanto al respaldo empírico de sus principales conclusiones.

## Intuición del modelo
El modelo supone la existencia de empresas controladas por sus trabajadores que tienen como objetivo maximizar el ingreso per cápita de los trabajadores. Los resultados que se derivan del modelo presentan diferencias marcadas respecto al comportamiento de las empresas capitalistas que tienen como objetivo la maximización de beneficios.
Una de las principales diferencias respecto a las empresas maximizadoras de beneficios es que las empresas que se comportan a la WDV tienen una curva de oferta menos elástica frente a un incremento del precio del output. Esto se debe a que cuando el beneficio crece, la respuesta óptima de una empresa que maximiza el ingreso por trabajador es limitar la cantidad de miembros, para restringir el tamaño del grupo de trabajadores entre los que se distribuye el beneficio. En este contexto es posible que la curva de oferta muestre una pendiente negativa, por lo que incrementos en el precio del output reducen la cantidad ofrecida y la cantidad de trabajadores que tiene la firma. Por su parte, en el modelo básico de empresas capitalistas que maximizan beneficios, cuando se incrementa el precio del output, la empresa incrementa la cantidad de output producida. En segundo lugar, el modelo predice que las empresas autogestionadas incrementan su output cuando crecen sus costos fijos, mientras que en las empresas capitalistas el nivel de los costos fijos no tiene efectos sobre su comportamiento en el corto plazo.
El motivo para que se den estos resultados es que la empresa maximiza un ratio, en el que el número de trabajadores se encuentra en el denominador. Para la empresa es óptimo restringir el número de trabajadores sobre los que dividir el ingreso. En ese contexto, cuando el precio del output sube, la empresa tiene más incentivo a reducir el denominador (ver ecuación 1), pudiendo generar la pendiente negativa de la curva de oferta. Por su parte, cuando se incrementan los costos fijos, la empresa expande el número de trabajadores para repartir los costos entre más trabajadores.
Para el desarrollo del modelo se sigue el capítulo 3 de Dow (2018) y para la estática comparativa el capítulo 7 de Dow (2003).

## Modelo con enfoque de corto plazo
Se considera una firma con dos inputs, trabajo (L) y capital (K), y un output que tiene la siguiente función de beneficio:
{\displaystyle \Pi (L,K)=p.f(L,K)-w.L-r.K} (1)
p es el precio del output, w los salarios y r la tasa de interés. Los tres son precios positivos que se determinan en mercados competitivos. En el corto plazo el capital es fijo y positivo y la única variable que la empresa debe elegir es la cantidad de trabajo a contratar L. f(L,K) es la función de producción con f´(L,K)>0 y f´´(L,K) <0 cuando se diferencia respecto al trabajo.
Si suponemos que las empresas maximizan beneficios, supuesto habitual que se realiza para las empresas capitalistas, obtenemos la siguiente condición de primer orden:
p.f´(L,K) = w (2)
En este contexto L tiene una única solución, la demanda de trabajo y la oferta del output son funciones crecientes del precio del output (p) y variaciones en los costos fijos no afectan las decisiones de oferta en el corto plazo.
Si suponemos que las empresas maximizan el ingreso por trabajador, supuesto que realiza el modelo WDV para las empresas autogestionadas, podemos escribir la función objetivo de la empresa de la siguiente forma:
d(L,K) = [p.f(L,K)-r.K]/L (3)
Se observa que el salario (w) no juega ningún rol en esta función objetivo. Con costos fijos positivos, la condición de primer orden es:
p.f´(L,K)=d(L,K) (4)
Al comparar (2) y (4) se observa que en (2) el lado derecho de la igualdad es el salario, que es exógeno, mientras que en (4) el lado derecho depende de L que es endógeno. Se puede demostrar que la demanda de trabajo y la oferta del output son funciones decrecientes del precio del output (p).

## Estática comparativa

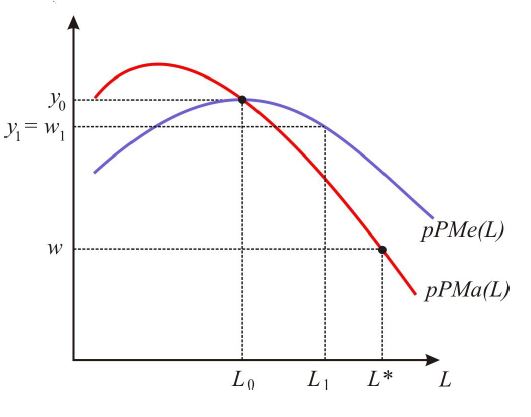
Figura 1: Modelo WDV

En la figura 1 se muestran las curvas de ingreso promedio (p.PMe(L)) y de ingreso marginal (p.PMa(L)) de los trabajadores como función del input laboral (L) para una empresa que se encuentra en un entorno competitivo. (y) es el ingreso neto por trabajador y (Q) el output de la firma. PMe(L)=Q(L)/L y PMa(L)= (ΔQ/ΔL).
La empresa autogestionada que se comporta como predice el modelo WDV maximiza el ingreso por trabajador eligiendo (Lo), con un ingreso por trabajador de yo=pMe(Lo). En el gráfico se asume que (yo) es mayor que el salario de mercado w que el trabajador obtiene si trabaja en una empresa capitalista. En el caso en que el salario en las empresas capitalistas fuera mayor, los trabajadores tendrían incentivos a irse hacia ese tipo de empresas. Una empresa capitalista opera al nivel de input (L*) en el que el valor del producto marginal del trabajo se iguala al salario de mercado (pPma(L)=w).
Para una consideración en mayor profundidad de la estática comparativa ver Ireland y Law (1982), Stephen (1984), Bonin y Putterman (1987).

## Críticas al modelo
1- El modelo no es claro en cuanto a qué grupo de trabajadores tienen autoridad en la firma. Cuando el número de trabajadores de la firma puede variar, esto es un problema relevante. La maximización del ingreso per cápita puede implicar que algunos trabajadores sean despedidos y el modelo no estipula el mecanismo por el que se procesan este tipo de decisiones colectivas.
2- En Dow (2003) se plantean 2 principios que deben cumplir los modelos teóricos que intentan explicar las diferencias entre las empresas autogestionadas y las empresas capitalistas, así como porqué hay pocas empresas autogestionadas: el principio de simetría, es decir que las explicaciones que se encuentren a las diferencias entre estas empresas deben identificar una asimetría causal relevante entre los factores capital y trabajo; principio de replicación, que consiste en que ninguna ventaja o desventaja de una empresa capitalista que sea esgrimida como causante de las diferencias respecto a las empresas autogestionadas debe ser fácilmente replicable por las empresas autogestionadas ni viceversa. El modelo de WDV no cumple con el primer principio, o dicho de otro modo no hay motivos para suponer que las empresas capitalistas maximizan el beneficio total y las empresas autogestionadas maximizan el ingreso neto por trabajador.
3- Cuando hay varias empresas que maximizan el ingreso neto por trabajador, el ingreso por trabajador resultante no tiene porqué ser el mismo entre empresas, generando una distribución ineficiente de trabajo entre las empresas en el corto plazo. El valor del producto marginal del trabajo puede diferir entre firmas y por lo tanto es posible obtener mejoras de eficiencia moviendo trabajo de firmas en las que el valor del producto marginal del trabajo es bajo hacia firmas en las que es alto.
4- Retomando el análisis de la figura 1, los trabajadores de las empresas capitalistas, que ganan un salario (w) tienen interés en comenzar a trabajar en la empresa autogestionada. Un trabajador de una empresa capitalista tiene incentivo a ofrecer un pago entre p.PMg y (w) (por ejemplo (w1)) para entrar a la empresa autogestionada. El trabajador estará mejor y los trabajadores de la empresa autogestionada también porque el nuevo trabajador producirá p.Pmg(Lo) pero ganará (w1). El resto puede ser dividido entre los miembros existentes de la empresa autogestionada. En este contexto, a menos que este tipo de intercambios esté prohibido, (Lo, yo) no puede ser un equilibrio. El único caso en el que este argumento no se cumple es cuando yo=w.

## Modelos alternativos de empresas autogestionadas
Entre los modelos que intentan superar estas limitaciones, resulta relevante el Modelo Sertel-Dow de Empresas Autogestionadas (SD) (capítulo 3, Dow(2018)), en el que se parte del principio de que todo cambio en la cantidad de miembros de la empresa debe ser acordado voluntariamente, los derechos de control ex ante los posee un grupo de trabajadores bien definidos que son quienes expanden o contraen la firma, se supone la existencia de mercados de membresía de la empresa que son transados en mercados competitivos, la empresa maximiza beneficios y se llega a una asignación de recursos análoga al de una economía Walrasiana.